# IC 1785
IC 1785 — галактика типу E-S0 (еліптична спіральна галактика) у сузір'ї Трикутник.
Цей об'єкт міститься в оригінальній редакції індексного каталогу.